# Franz Buchholz
Franz Leo Buchholz (ur. 10 października 1884 w Ornecie, zm. 25 grudnia 1949 w Heide) – nauczyciel, historyk, działacz katolickiej partii Centrum, Warmiak.

## Życiorys

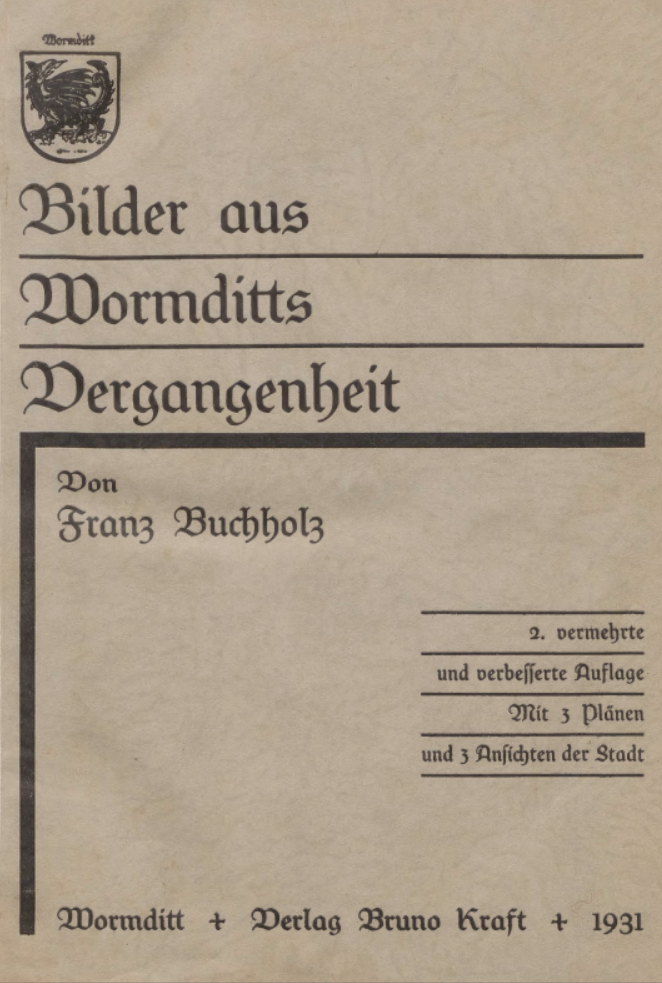
Bilder aus Wormditts Vergangenheit (Obrazy z przeszłości Ornety)

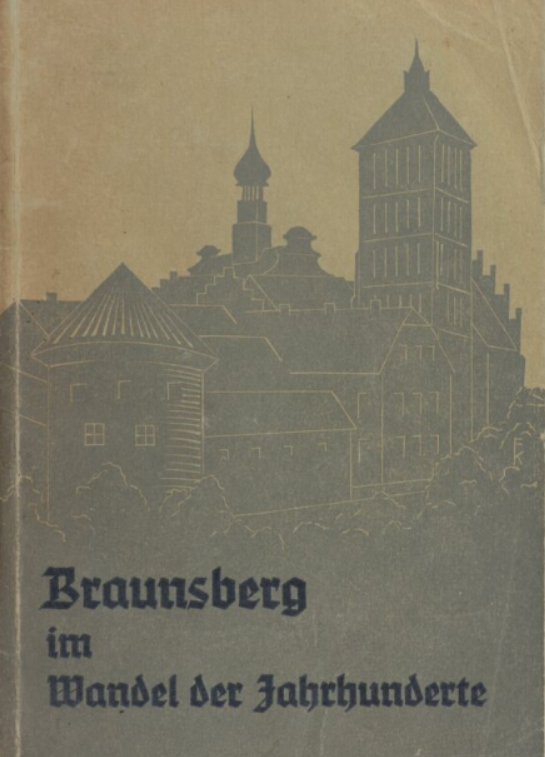
Braunsberg im Wandel der Jahrhunderte (Braniewo na przestrzeni wieków)

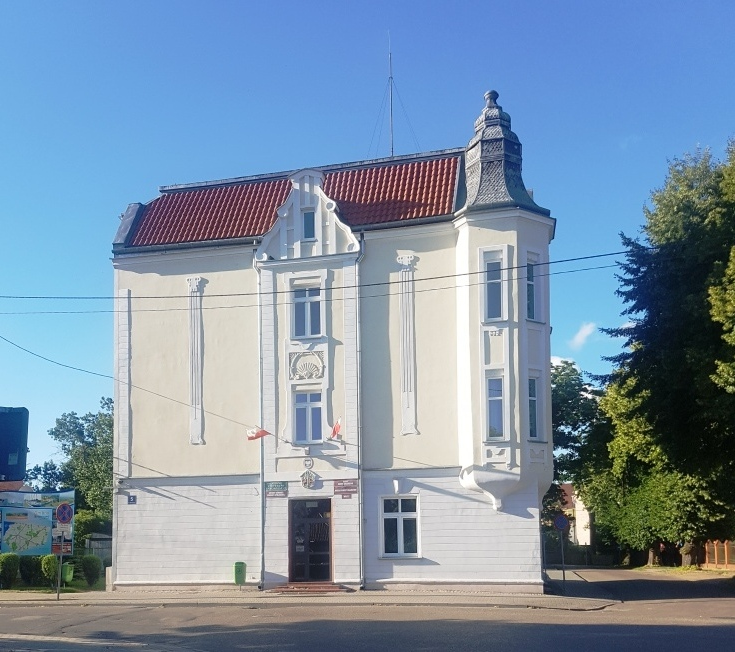
Dom, w którym mieszkała rodzina Buchholz w Braniewie

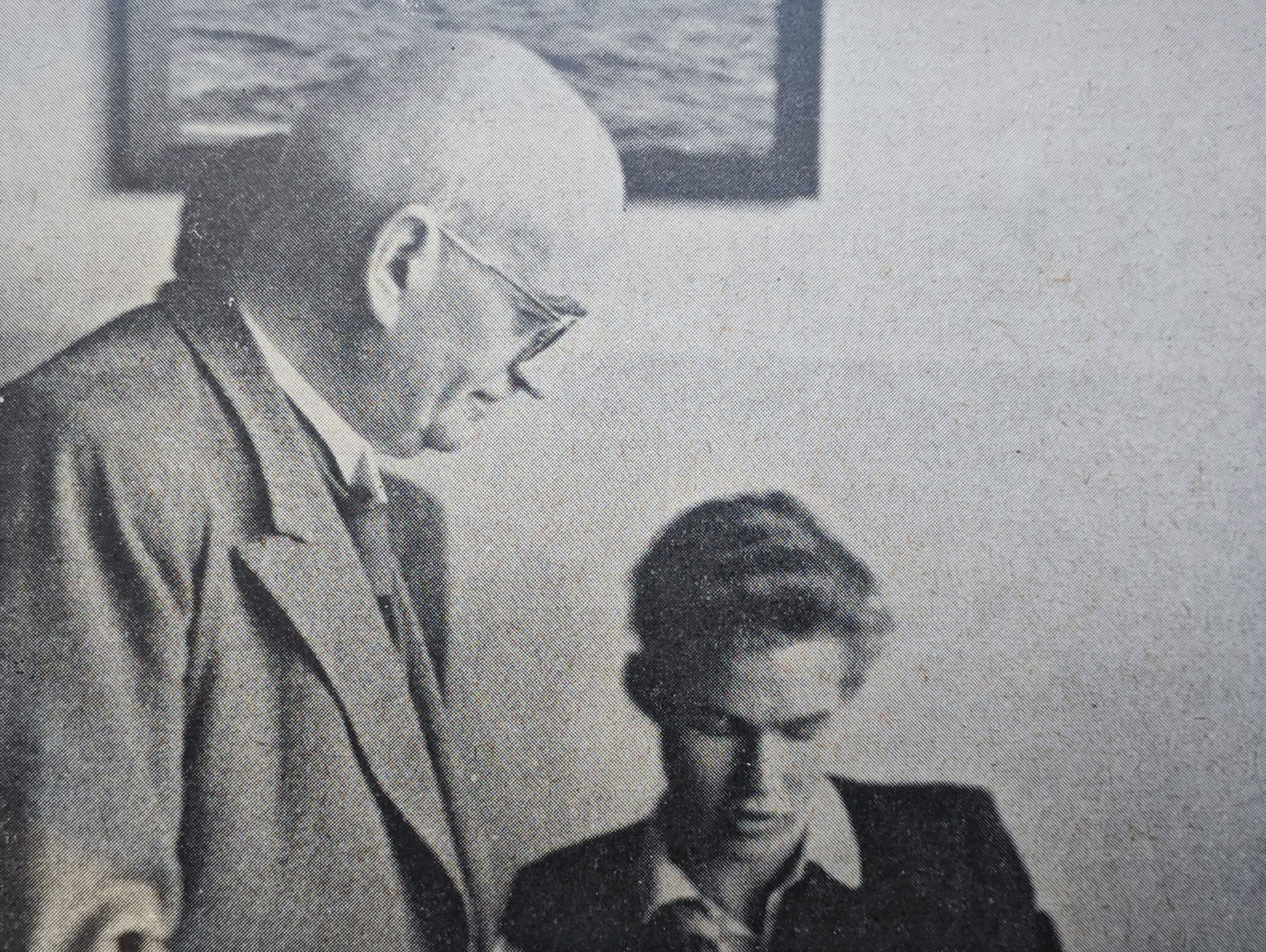
Franz Buchholz podczas pracy w szkole

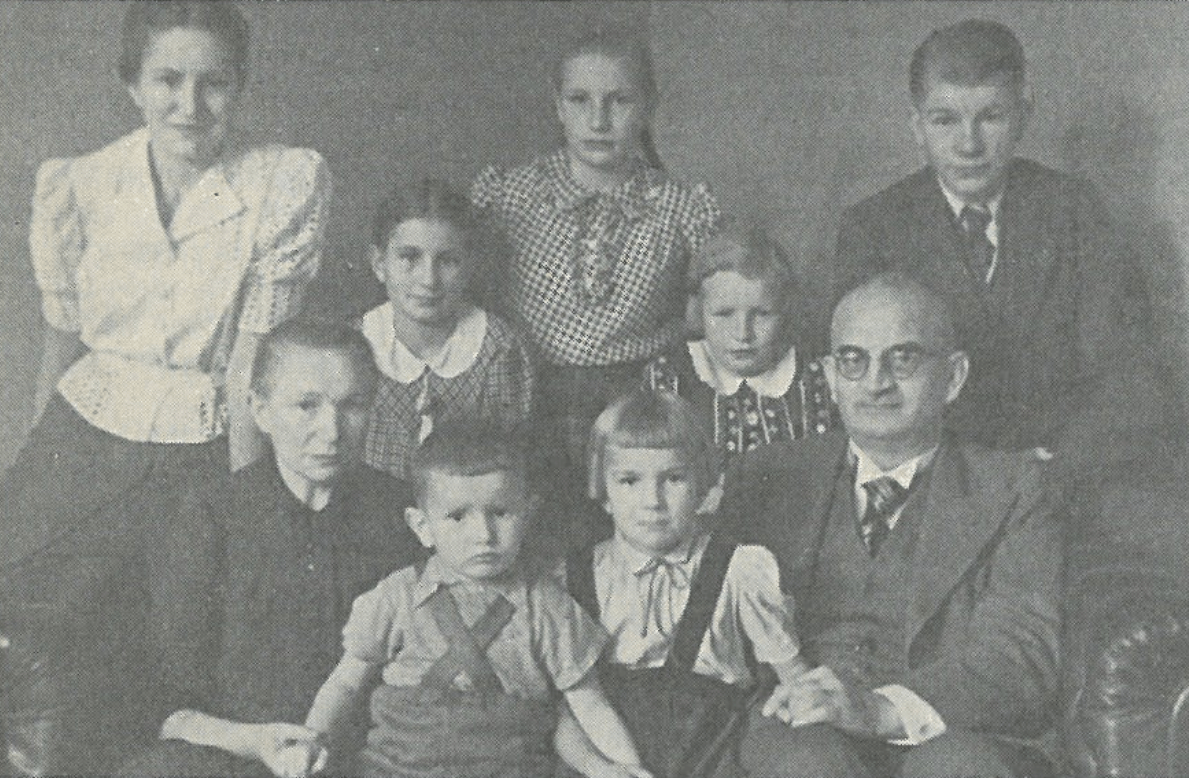
Z żoną i siedmiorgiem dzieci, 1941 rok

Urodził się w Ornecie jako dziewiąte, najmłodsze dziecko (najstarszym był Eugeniusz) w rodzinie Augusta Buchholza, szanowanego piekarza, później właściciela cegielni, oraz Berty z domu Thiel. Kształcił się w gimnazjum w Braniewie, które ukończył wiosną 1904 roku, uzyskując maturę. Na świadectwie maturalnym miał oceny celujące z niemieckiego, historii, geografii, łaciny, greki, angielskiego oraz francuskiego, bardzo dobrą z matematyki i tylko z WF-u ocenę dobrą, którą uważał i tak za znacznie zawyżoną. Po maturze studiował historię, geografię i filologię niemiecką na uniwersytetach we Fryburgu (w Szwajcarii), Berlinie, Strasburgu i Królewcu. 31 lipca 1909 zdał egzamin państwowy, uzyskując uprawnienia nauczyciela języka niemieckiego, historii i geografii.
W roku szkolnym 1909/1910 rozpoczął pracę jako nauczyciel stażysta (Seminarkandidat), pracując kolejno w gimnazjum imienia króla Wilhelma w Królewcu (Königliches Wilhelms-Gymnasium), w gimnazjum w Czerniachowsku oraz w szkole realnej w Olsztynie. W kolejnym roku szkolnym jako stażysta drugiego roku (proband) – w gimnazjum w Reszlu. W 1912 uzyskał stypendium kapituły warmińskiej we Fromborku z Fundacji im. Jana Preucka (Preucksche Stiftung) na kontynuację studiów w Rzymie. Stypendium to było przyznawane od średniowiecza zwykle tylko jednej osobie w roku, w tym roku jednak otrzymał je Franz Buchholz wyjątkowo jako drugi, za wstawiennictwem ks. Eugena Brachvogela – pierwszego laureata tego stypendium w tym roku. Odtąd połączyła ich wspólna pasja do historii.
W 1914 roku ubiegał się o stanowisko starszego nauczyciela (Oberlehrer) w gimnazjum w Braniewie. Nie powiódł się jednak wówczas jego zamiar i przez rok nauczał w szkole realnej w Piławie (Bałtyjsk). W 1915 objął posadę starszego nauczyciela w gimnazjum w Gumbinnen (Gusiew), ale w tym samym roku został powołany do służby w armii niemieckiej. Przydzielony został do pułku artylerii pieszej (Feldartillerie-Regiment), w którym to służył od początku jako młodszy sierżant (vizefeldwebel), a skończył w stopniu porucznika (leutnant) rezerwy, gdy wojna skończyła się klęską Niemiec. (Ernst Federau podaje w jego biografii, że w latach 1916–1918 był nauczycielem w gimnazjum Collegium Fridericianum w Królewcu.)
Po zakończeniu wojny Franz Buchholz przeprowadził się w 1919 do Braniewa, gdy ziściło się jego marzenie otrzymania posady nauczyciela mianowanego w braniewskim gimnazjum, w tym samym, które ukończył przed 15 laty. W latach 1928–1930 dodatkowo nauczał też w braniewskiej Szkole Zamkowej, czyli średniej szkole zawodowej dla młodzieży męskiej. W 1919 został członkiem zarządu Warmińskiego Towarzystwa Historycznego (Historischer Verein für Ermland) i przez 16 lat pozostawał jego sekretarzem.
W 1930 został przewodniczącym braniewskiego oddziału katolickiej partii Centrum (Deutsche Zentrumspartei) oraz braniewskiego związku filistrów, czyli członków korporacji akademickich, którzy ukończyli studia. Ponadto redagował dodatek regionalny Unsere Ermländische Heimat do wydawanej w Braniewie gazety Ermländische Zeitung. Przede wszystkim był jednak z zawodu i z zamiłowania historykiem. Prócz nauczania w szkole pisał prace historyczne, które publikował między innymi w: Pastoralblatt für die Diözese Ermland, Unsere Ermländische Heimat, Ermländischer Hauskalender oraz w Zeitschrift für die Geschichte und Altertumskunde Ermlands. Starał się również o uzyskanie stopnia naukowego na podstawie pracy o poecie łacińskim, kanoniku warmińskim i wrocławskim Eustachym Knobelsdorfie, lecz bez skutku.
Po przejęciu władzy w 1933 przez narodowych socjalistów partia Centrum, której był członkiem, a która prezentowała krytyczny stosunek do rodzącej się dyktatury, dokonała samorozwiązania – jako ostatnia demokratyczna partia w Niemczech, a jej członków zaczęły obejmować rozmaite represje. Już w roku 1933 policja przeprowadziła pierwsze przeszukanie w jego mieszkaniu przy Rodelshöfer Straße 5 (współczesnej ul. Moniuszki 5, tj. budynek urzędu gminy). Franz Buchholz został zadenuncjowany przez sąsiada, Ernsta Lenza, który był nauczycielem mianowanym (studienrat) w szkole żeńskiej Elisabethschule, a zarazem przewodniczącym braniewskiego oddziału nazistowskiej organizacji Kampfbund für die deutsche Kultur (Związek Walki o Niemiecką Kulturę) oraz członkiem NSDAP.
Na połowę roku 1934 w Braniewie zaplanowane były jednak obchody 650-lecia nadania praw miejskich, do czego NSDAP potrzebowała takiego eksperta historii jak Buchholz. Toteż chwilowo uniknął represji – podobnie zresztą jak burmistrz Braniewa Ludwig Kayser – gdzyż był potrzebny do sprawnego i profesjonalnego zorganizowania uroczystości. Franz Buchholz podjął się zadania napisania i wydania na tę uroczystość pierwszego kompleksowego opracowania dziejów miasta Braniewa. 23 czerwca 1934 ukazała się książka Braunsberg im Wandel der Jahrhunderte (czyli: Braniewo na przestrzeni wieków). Książka ta stanowi cenne źródło historii Braniewa.
Ponieważ nie popierał rządów NSDAP, jeszcze w tym samym roku, w dniu 1 listopada 1935, Franz Buchholz został przeniesiony ze stanowiska w gimnazjum w Braniewie na niższe stanowisko do gimnazjum w Wystruci (ob. Czerniachowsk), w którym pracował do 1944 roku. Za namową dziekana braniewskiej fary ks. Aloysa Schulza, notabene ostatniego proboszcza kościoła św. Katarzyny w Braniewie do jego zburzenia w 1945 roku, napisał, wydany w Braniewie w Wielkanoc 1940 roku niewielki Przewodnik po kościele św. Katarzyny w Braniewie (Führer durch die St. Katharinenkirche zu Braunsberg). Było to również pierwsze opracowanie dziejów tej głównej świątyni w mieście. Napisał również monografię o historii Ornety pt. Bilder aus Wormditts Vergangenheit (Obrazy z przeszłości Ornety) oraz wiele artykułów historycznych o Warmii. Również spisał szczegółowe biografie (nekrologi) wielu wybitnych osób, profesorów, dyrektorów szkół i historyków (m.in. dyrektora seminarium nauczycielskiego ks. Petera Wittkowskiego, redaktora naczelnego Ermländische Zeitung ks. Juliusa Pohla, dyrektora seminarium nauczycielskiego ks. Antona Arendta, profesora gimnazjum Josepha Lingnaua, historyka i księdza Franza Hiplera, historyka Georga Lühra, a ostatni – rektora seminarium Eugena Brachvogela.
Mimo podeszłego wieku został również w czasie II wojny światowej wcielony w stopniu kapitana do Wehrmachtu. Na pewien czas powrócił do pracy w szkole, a w ostatnim roku wojny, gdy miał już ukończone 60 lat, został przydzielony jako rezerwista do Volkssturmu, czyli oddziałów obrony terytorialnej. Latem 1944 został m.in. skierowany do budowy umocnień obronnych na Litwie. Na przełomie 1944/1945 powrócił do Braniewa, ażeby mieć pieczę nad swoimi dwiema nastoletnimi córkami, Kathariną i Margarethe, które uczęszczały tu do szkoły średniej Elisabethschule, a mieszkały w klasztorze sióstr katarzynek. Franz zamieszkał w tym czasie u swojej siostry Marii, po mężu Hoenig, wówczas już wdowy, przy ul. Królewieckiej 29. Po pierwszym ciężkim bombardowaniu miasta, w dniu 5 lutego, ojciec podjął decyzję, by jak najprędzej opuścić miasto, żeby uchronić córki od nadciągających wojsk Armii Czerwonej. Jeszcze tego samego dnia, zabrawszy najpotrzebniejsze rzeczy doszli do miejscowości Zgoda i tam przenocowali u krewnych. Następnego dnia z samego rana wyruszyli przez zamarznięty Zalew Wiślany (zob.: Ucieczka przed Armią Czerwoną przez Zalew Wiślany), Mierzeję Wiślaną do Gdańska. W Gdańsku dostali się na wypełniony po brzegi statek pasażerski Pretoria płynący do Danii. Na tym statku dopłynęli do Świnoujścia; tam podczas krótkiego postoju opuścili pokład, ponieważ stamtąd kursowały już pociągi w głąb Niemiec. W poczekalni dworca w Świnoujściu podczas kontroli po raz drugi chciano go wcielić do Volkssturmu, lecz tłumaczenie, że ma już 60 lat i lament jego córek wybawił go. Tak dotarli do Jüterboga w Brandenburgii. Tam zamieszkali w mieszkaniu ciotki, poszując cały czas kontaktu z rodziną. Po odnalezieniu reszty rodziny, bez dwójki dzieci, Franza i Hildegard, którzy nie przeżyli wojny, osiedlili się w Szlezwiku-Holsztynie w miejscowości Heide. Tam w 1946 roku Franz Buchholz zatrudnił się jako nauczyciel historii w gimnazjum. 1 listopada 1949, po ukończeniu 65 roku życia, przeszedł na emeryturę. Od dłuższego czasu już chorował, cierpiał na anemię. Zmarł w pierwszy dzień Bożego Narodzenia 1949 roku w Heide i tam został pochowany na cmentarzu.

## Życie prywatne
W 1921 ożenił się z Margarete z domu Braun, córką właściciela ziemskiego w Gamsau (Podgornoje, powiat królewiecki). Mieli siedmioro dzieci, dwóch synów i pięć córek:
- Elisabeth (ur. 1922 w Braniewie, zamężna w 1944, z po wojnie zam. Stuttgart, katechetka, zm. 2012)
- Franz-Joseph (ur. 1924 w Braniewie, poległ w 1943 na wojnie na froncie wschodnim w Rosji)
- Hildegard (ur. 1927 w Braniewie, oddzieliła się od reszty rodziny w porcie w Pilawie, wpadła w ręce radzieckich żołdaków, w kwietniu 1945 wywieziona na Syberię, zaginęła)
- Katharina (ur. 1928 w Braniewie, po wojnie zam. Stuttgart, pomoc medyczna)
- Margarete (ur. 1931 w Braniewie, po wojnie zam. w Aalen)
- Mechthild (ur. 1933 w Braniewie, po wojnie zam. w Lamspringe)
- Bernhard (ur. 1936 w Czerniachowsku, po wojnie zam. w Neckargröningen, tak jak ojciec został nauczycielem)

Brat Franza Buchholza, Eugeniusz Buchholz (1865–1928), był znanym księgarzem, redaktorem, literatem oraz tłumaczem.

## Niektóre publikacje[12]
- Bilder aus Wormditts Vergangenheit, wyd. 2, 1931
- Aus dem Amtsbuch des Braunsberger Burggrafen 1933
- Braunsberg im Wandel der Jahrhunderte, 1934
- Führer durch die St. Katharinenkirche zu Braunsberg, 1940